# Australische Brennnessel

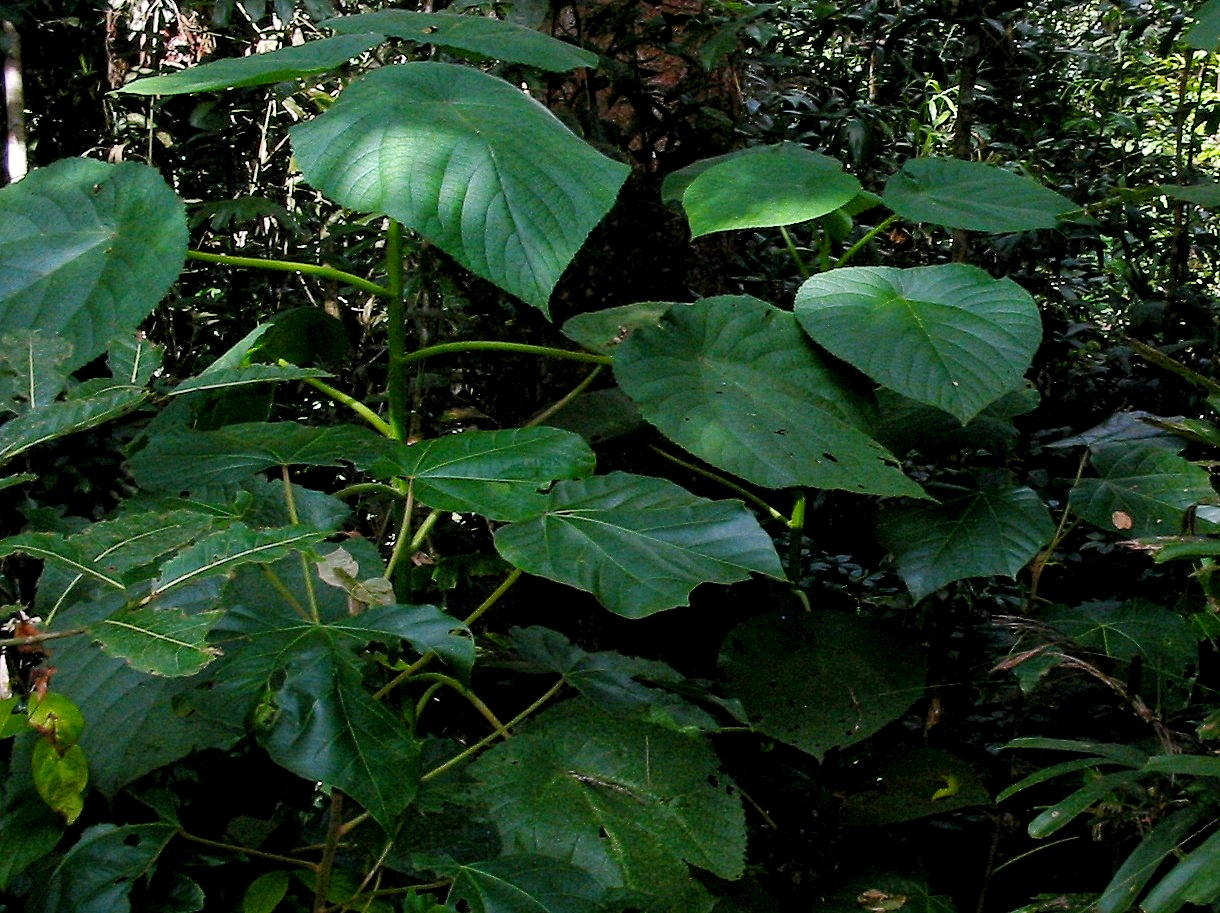
Beblätterte Zweige

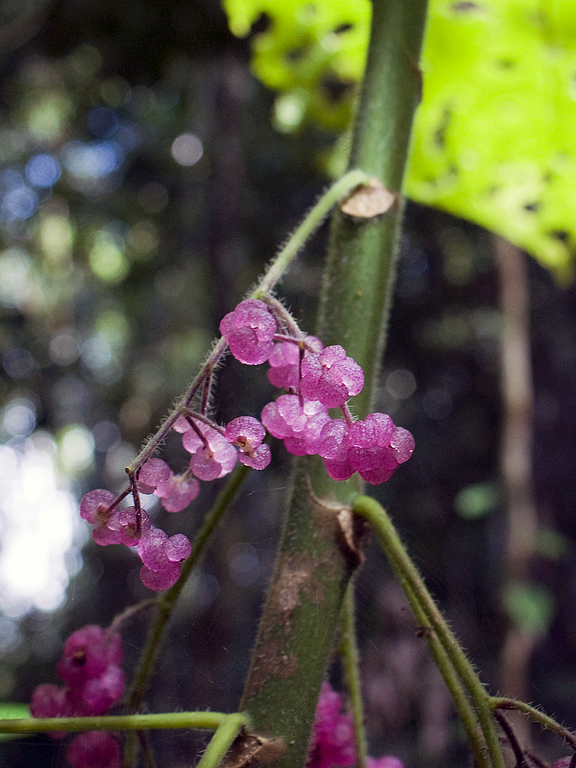
Fruchtstand

Die Australische Brennnessel (Dendrocnide moroides), auch Gympie oder Gympie-Gympie (= Name in der australischen Aboriginessprache Kabi-Kabi) genannt, ist eine in Australien beheimatete Pflanzenart aus der Gattung Dendrocnide in der Familie der Brennnesselgewächse (Urticaceae). Sie wächst als Strauch oder Baum und trägt gefährliche Brennhaare, ebenso wie die nahe verwandte, jedoch als hoher Baum wachsende Art Dendrocnide excelsa (englisch giant stinging tree), die in den Regenwäldern Ostaustraliens vorkommt.

## Verbreitung und Standort
Die Australische Brennnessel ist in Australien, insbesondere Queensland verbreitet. Ferner ist sie auf den Molukken und in Indonesien verbreitet. Sie wächst in tropischen Regenwäldern, an Wegrändern und Bachufern.

## Beschreibung
Die Australische Brennnessel wächst als Strauch oder Baum und erreicht Wuchshöhen von ein bis drei Metern, in Ausnahmefällen auch etwas mehr. Die gesamte Pflanze ist dicht und flaumig mit Brennhaaren besetzt.
Ihre Laubblätter sind schildartig, leicht herzförmig, spitz bis zugespitzt und gezähnt. Sie ähneln in der Form jener der Linde. Die flaumig behaarten Blattspreiten werden 12 bis 22 Zentimeter lang und 11 bis 18 Zentimeter breit. Sie verfügen über sechs bis acht Paare an Blattadern, wobei das basale Paar deutlich hervortritt. Der Blattstiel ist zwischen 10 und 18 Zentimeter lang und verfügt über 1 Zentimeter lange Nebenblätter.
Die Gympie ist einhäusig getrenntgeschlechtig (monözisch). Der gemischte und rispige Blütenstand erreicht eine Länge bis zu 15 Zentimeter und bis zu 8 Zentimeter Breite. Die Blütenstiele sind bis zu 1,5 Millimeter lang. Die sehr kleinen Blüten verfügen über je vier feinhaarige Tepalen. Zwei der weiblichen Blüten sind einiges größer. Die männlichen Blüten besitzen einen kleinen Pistillode sowie 4–5 kurze Staubblätter. Die weiblichen Blüten besitzen einen 0,5 Millimeter langen, einkammerigen Fruchtknoten und eine 2 Millimeter lange, pfriemliche und behaarte, vorstehende Narbe.
Die Schließfrüchte (Achänen) sind eiförmig, etwa 2 Millimeter lang und 1,5 Millimeter breit, mit beständiger Narbe. Sie werden von den Blütenhüllblättern eingeschlossen. Zwei Tepalen und der Blütenstiel schwellen rötlich-fleischig an und umhüllen die Frucht.

## Toxizität
Die Brennhaare sind mit dem Gift Moroidin gefüllt, das bei Berührungen einen starken Juckreiz bis heftige brennende Schmerzen beim Menschen hervorrufen kann, die einige Tage, in Einzelfällen auch bis zu mehreren Monaten andauern können und nicht auf Morphin ansprechen. Die Brennhaare durchdringen fast jede faserbasierte Kleidung, weshalb man sich nur bedingt vor ihnen schützen kann. Die Pflanze muss nicht einmal direkt berührt werden, um eine Giftwirkung zu spüren, da Brennhaare kontinuierlich von der Pflanze abfallen. Nach einem etwa einstündigen Aufenthalt in der Nähe einer Pflanze kann es zu Niesattacken kommen. Im Falle eines Hautkontakts mit den Brennhaaren hat sich ihre Entfernung mit Haarwachsstreifen bewährt. Viele einheimische australische Tiere sind unempfindlich gegen diese Pflanze, manche fressen sie sogar.
Moroidin ist eine Substanz, die zuerst aus den Blättern der Australischen Brennnessel isoliert wurde. Strukturell gesehen handelt es sich um ein bicyclisches Octapeptid. Sie ist für den lang anhaltenden Schmerz nach dem Kontakt mit den Stacheln der Pflanze verantwortlich. Zudem ist Moroidin chemisch relativ stabil, sodass auch getrocknete Blätter über Jahre noch stechen und Schmerzen verursachen können. Die Substanz enthält eine ungewöhnliche C-N-Bindung zwischen Tryptophan und Histidin.

## Verwendung
Die Früchte sind essbar, allerdings besitzen die Früchte einige Brennhaare, diese müssen vor dem Verzehr abgerieben werden.